# قصف إدلب (مارس 2019)
بدأَ قصف إدلب يوم الثلاثاء الموافق لـ 12 آذار/مارس 2019 حيثُ شنّت طائرات روسية وأخرى تابعة للنظام السوري عددًا منَ الغارات على مناطق وأحياء متفرقة من إدلب مما تسبّب في مقتل 13 شخصًا وعشرات الجرحى.

## خلفيّة
وقعت تركيا وروسيا في سبتمبر/أيلول 2018 اتفاق سوتشي وذلكَ بهدف تثبيت وقف إطلاق النار في إدلب. كان أحد بنود الاتفاق يقضي بسحبِ المعارضة لأسلحتها الثقيلة من المنطقة وذلكَ بحلول 10 أكتوبر/تشرين الأول الماضي. بالرغمِ من ذلك؛ وبُعيد أيّامٍ من التوقيع على هذه الهدنة؛ تجدّد قصف النظام بدعمٍ منَ سلاح الجو الروسي وباقي الميليشيات الشيعيّة الإيرانيّة لمناطق خفض التصعيد مما تسبّب في سقوط أزيد من 124 مدنيًا وجرح 362 آخرين في الربع الأول من عام 2019.

## القصف
قامت طائرات حربية روسية بشنّ غارات عنيفة على مناطق متفرقة في إدلب بما في ذلك بلدة سراقب صبيحة يوم 13 آذار/مارس مما أسفر عن مقتل عشرة مدنيين على الأقل وإصابة 45 آخرين. شملَ القصف مناطق مختلفة من ريفي إدلب الجنوبي والشرقي فيما استخدمَت طائرات النظام قنابلَ الفوسفور الأبيض المحرم دوليًا وخصّت بهِ بلدة التمانعة في الوقتِ الذي حاصرت فيهِ باقي الميليشيات الشيعية الإيرانيّة المنطقة. في وقتٍ لاحقٍ من اليوم؛ بثت وكالة الأناضول فيديو يُظهر بوضوح القنابل التي استخدمتها طائرات النظام في الهجومين وقُدّر عددها بـ 40 قنبلة فسفوريّة في كل هجوم.

## الخسائر
تسبّبت هذه الضربات الجويّة في خسائر مادية بليغة لحقت بأحياء المناطق التي تمّ استهدافها أمّا على المستوى البشري فقد سقطَ 13 شخصًا مُقابل جرح العشرات جرّاء استخدام صواريخ قويّة وشديدة الانفجار.